# Język moloko
Język moloko – język afroazjatycki należący do piątej podgrupy zespołu językowego biu-mandara A, używany przez 10 tys. użytkowników w państwie Kamerun, na terenach Regionu Dalekiej Północy.